# Alte Landapotheke Burg
Die Alte Landapotheke am Markt zu Burg (Dithmarschen) wurde 1839 gegründet und bestand bis 2010, als der letzte Inhaber Peter Sommer sich zur Ruhe setzte. Der historische Bestand ist heute als Apothekenmuseum in der oberen Etage des lokalen Heimatmuseums Ditmarsium wiederaufgebaut und der Öffentlichkeit zugänglich.

## Geschichte
Das Privilegium verlieh der designierte dänische König Christian VIII., der damals in Personalunion auch Herzog von Holstein war, dem Rendsburger Apotheker Friedrich Cropp im Jahre 1839. Diesem gehörte der Grund, auf dem heute das Apothekengebäude Am Markt 8 steht, stand aber kurz vor seiner Auswanderung nach Westindien und verkaufte Grund und Privileg noch im selben Jahr an den Apotheker August Lemmel. Dieser musste das Privileg erneut beim König beantragen und erhielt es an Heiligabend 1839. Er baute das zweistöckige Haus mit Garten auf dem Gelände zwischen der Dorfstraße, dem Pastorat und dem reetgedeckten historischen Fachwerkbau Am Markt 9 (1759), seinerzeit ein kombiniertes Wohn- und Wirtschaftsgebäude der Familie Schütt (Landwirte, Bierbrauer und Schnapsbrenner), heute nach seinen späteren Besitzern „Schnepelhaus“ genannt.
Es folgten mehrere Inhaberwechsel:
- Am 6. Dezember 1844 an Georg August Wolf;
- 1857 übernahm Julius Gottfried Theodor Hartz.
- 1910 übergab dieser an seinen Schwiegersohn Friedrich Wilhelm Georg Wöhlecke. Dieser kaufte das Nachbarhaus Markt 9 von der Familie Schütt, gestaltete es zu einem reinen Wohnhaus um; die Tochter blieb bis zu ihrem Tod im hinteren Teil (heute Ferienwohnung) wohnen, verkaufte den Komplex aber 1961 auf Leibrente an Otto Schnepel. Die Areale der aufgegebenen Stallungen und der Brennerei im Keller hat in dieser Zeit die Alte Landapotheke genutzt.
- 1914 ging das Privileg über an Georg K.A. Krell.
- 1933 pachtete Hermann Sommer die Apotheke.
- 1976–2010 war sein Sohn Peter Sommer letzter Pächter und ab 1985 Inhaber.

Hermann Sommer hatte das Inventar modernisiert und die ursprüngliche Ausstattung auf dem Dachboden eingelagert. Diese fand sein Sohn Peter Sommer in den 1980er Jahren dort vor, zusammen mit schon von den Vorgängern ausrangiertem Inventar in den ehemaligen Stallungen des Schnepel-Hauses, wo sich die stillgelegte Stoßkammer und das alte Labor befanden, sowie im damaligen Arzneikeller.
Peter Sommer begann neben seiner Arbeit als Apotheker mit der Identifizierung und Restaurierung der Objekte, legte eine Sammlung an, die er nach und nach ausbaute, und begann mit den Planungen für ein Apothekenmuseum. Historisches Inventar wurde wieder in die Offizin der Alten Landapotheke Am Markt zurückintegriert. Das Museum sollte ursprünglich am Originalstandort entstehen, die baulichen Gegebenheiten erwiesen sich jedoch als zu schwierig.
Als die Gemeinde 1992 die alte Sattlerei Bernhardt in der Großen Mühlenstraße 6 erwarb, die durch einen neu gegründeten Förderverein saniert und zu einem Heimatmuseum – aus dem das heutige erweiterte Ditmarsium hervorging – umgestaltet wurde, konnte Peter Sommer sich im Förderverein einbringen, das Museumskonzept verschiedenen Experten vorstellen und am Ende die Alte Landapotheke Burg im Obergeschoss des Gebäudes komplett rekonstruieren und zugänglich machen. Am 8. Mai 2003 wurde das Museum unter seiner Leitung eröffnet.
Die Apotheke Am Markt wurde 2010 geschlossen.

## Ausstellung

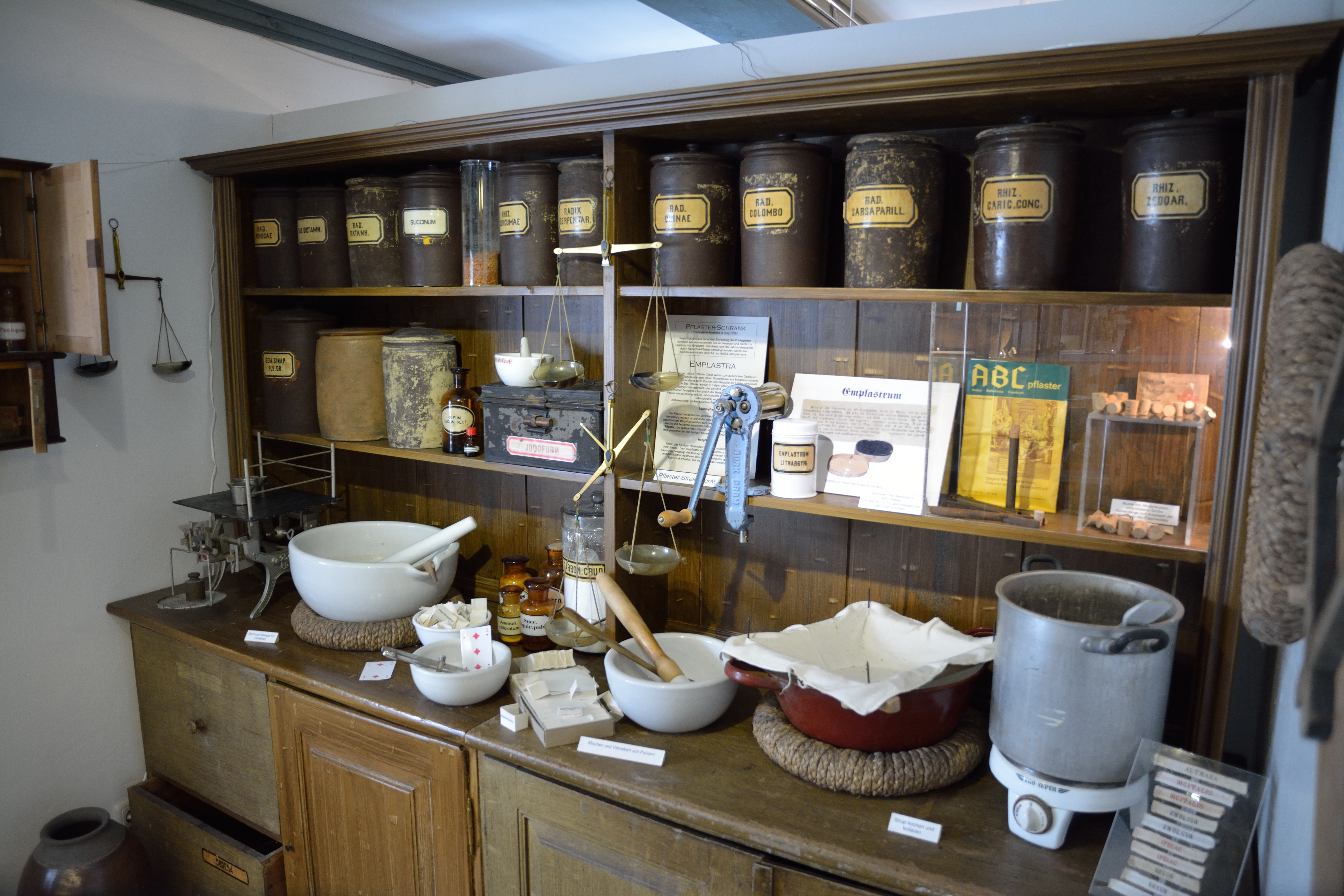
Ausstellungsraum in der Alten Landapotheke Burg

Das Apothekenmuseum bildet die komplette vorschriftsmäßige Einrichtung einer historischen Landapotheke ab und dokumentiert damit die Arbeitsweise des Apothekers im 19. und frühen 20. Jahrhundert. Zu beachten ist, dass die Räume, die sich im Museumsgebäude alle im Obergeschoss aneinanderreihen, in der ursprünglichen Apotheke Am Markt auf verschiedenen Geschossen und sogar in verschiedenen Gebäuden befanden.
- Offizin und separate Rezeptur: Am Eingang zur alten Apotheke links betrat der Kunde die Offizin. Der Verkaufsraum mit Handverkaufstisch, auf dem eine überdimensionale historische Kasse steht, Sitzecke für die auf die Medizin wartenden Patienten und Regalen mit den aus Lichtschutzgründen vorgeschriebenen braunen Flaschen und zylindrischen weißen Porzellantöpfen für die Arzneien ist im Original wiederaufgebaut. Die Arznei wurde vom Apotheker in einem separaten Raum, der Rezeptur, gemischt. Auch der Rezepturtisch mit braunen Flaschen im Regal (Ausgangsstoffe) und den typischen Arbeitsgeräten (Stand- und Handwaagen, Gewichte, Zubereitungsbesteck, Pillenbrett, Mörser) ist im Original wieder hergerichtet. Außer der Rezeptur gab es noch die Defektur, in der größere Mengen an Arzneimitteln auf Vorrat fabriziert wurden (Salben, Tinkturen, Pflaster, Sirup). Ausgestellt sind die großen Standgefäße und Gerätschaften des Galenischen Labors.

- Büro: Den Flur geradeaus in der alten Apotheke gelangte der Apotheker in sein Büro. Ausgestellt sind ein englischer Schreibtisch mit Schreibmaschine und Kasse, kaufmännische Unterlagen, Fachbücher und Arzneibücher sowie historische Fotos.

- Kräuter- / Materialkammer: Diese war auch in der alten Apotheke im Obergeschoss untergebracht, weil dort die Teedrogen am besten vorschriftsmäßig trocken gelagert werden konnten. Hier befinden sich  Vorratsgefäße, Waagen und Standgefäße aus Porzellan und Braunglas, teilweise mit Inhalt.

- Giftkammer: Diese war in der alten Apotheke durch einen Lattenverschlag von der Materialkammer getrennt. Zu sehen ist der schwarze Giftschrank mit der Aufschrift Venena (= Gifte). die vorschriftsmäßig unter Verschluss getrennt werden mussten nach Alkaloida (Pflanzliche Gifte), Mercurialia (Quecksilber-Verbindungen) und Arsenicalia (Arsen-Verbindungen). Im Original-Giftbuch wurden die auf Erlaubnisschein ausgegebenen Gifte und ihre Verwendungszwecke dokumentiert.

- Arzneikeller: Diesen erreichte man in der alten Apotheke über den Hof separat durch einen Kellerzugang. Hier stand vorschriftsgemäß alles kühl zu Lagernde, d. h. große Vorratsgefäße aus Steingut und Glas für Salben und Tinkturen; aus diesen wurden die kleineren Standgefäße in der Offizin bei Bedarf befüllt. Blickfang des Raums sind die massiven Eisentüren, hinter denen feuergefährliche Substanzen und Phosphor mehrfach gesichert unter Verschluss gehalten werden mussten. Präsentiert werden ferner die Gerätschaften für die Zubereitung größerer Vorräte wie Tinkturenpresse und Berkefeld-Filter.

- Stoßkammer: Die Stoßkammer befand sich in der alten Apotheke separat im ehemaligen Stall. Zu sehen sind kopfüber zum Trocknen aufgehängte Kräuterbuschen und die Mörser, mit denen die groben Pflanzenteile zerstoßen wurden. Dies war körperliche Schwerstarbeit, die in der Regel nicht vom Apotheker selbst, sondern von Gehilfen erledigt wurde. Das „Ergebnis“ ist in Drogensammlungen und Aufbewahrungsgefäßen aus Porzellan und Braunglas dokumentiert.

- Labor: Auch das Labor befand sich in der alten Apotheke im Stall. Ausgestellt sind ein mit Kohle beheizter Ofen zur Trocknung der Kräuter sowie eine Destillieranlage zur Wasserdestillation, Filtration, Sterilisation und zur Salbenbereitung im Wasserbad. Die Sammlung ist angereichert mit Laborgeräten aus anderen Apotheken.

## Apothekengarten

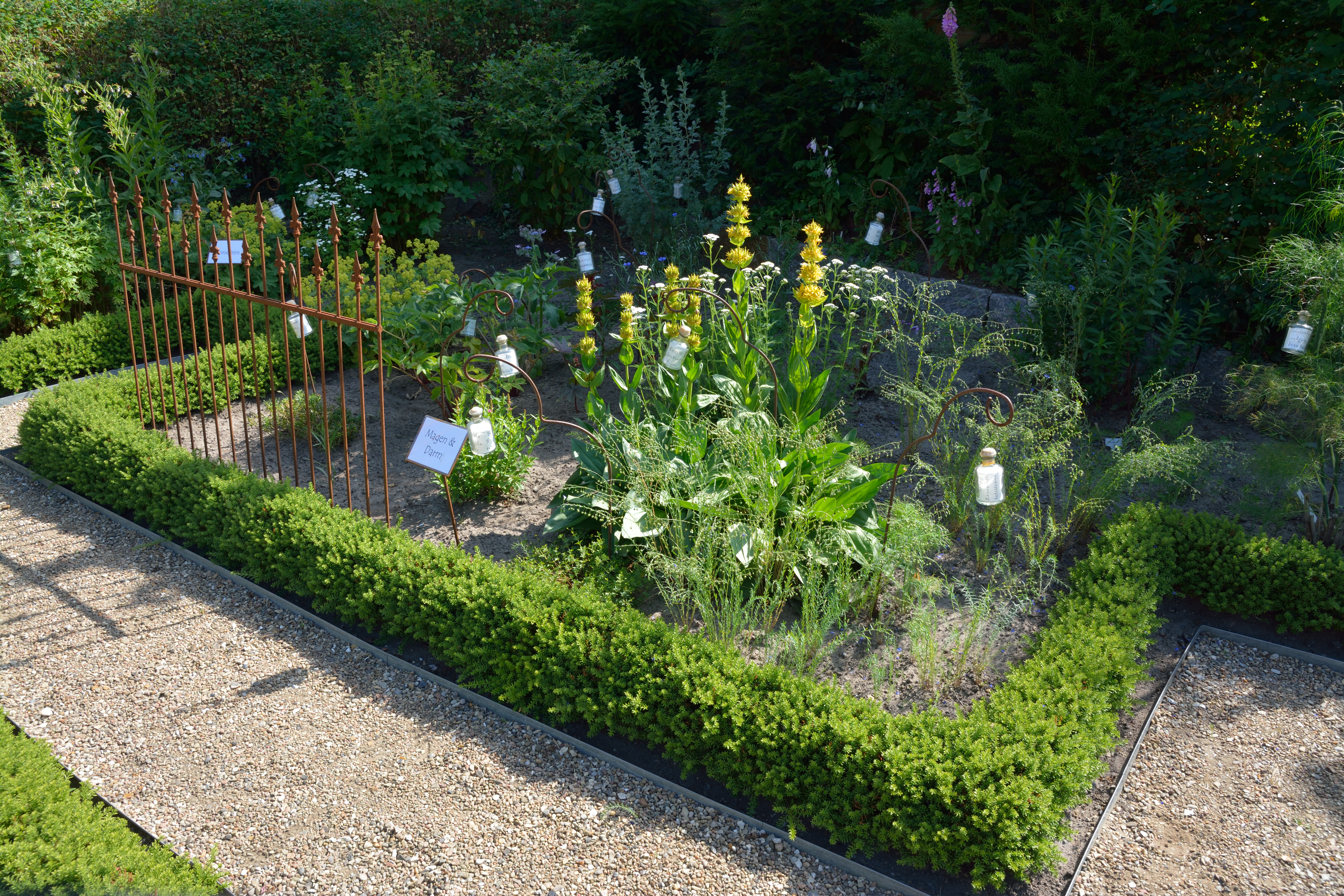
Apothekengarten der Alten Landapotheke Burg

Auch die alte Apotheke hatte einen Kräutergarten, der indes nicht erhalten ist und von den Betreibern des Ditmarsiums – zugänglich und einsichtig vom Café – völlig neu geplant und angelegt wurde. Mehr als 100 verschiedene Heilkräuter wachsen auf durch Kieswege und kurze Begrenzungshecken voneinander separierten Beeten, nach Krankheitsbildern sortiert, gegen die diese Kräuter nach dem tradierten Wissen der Volksmedizin wirken sollen (bei Überschneidungen Mehrfach-Pflanzungen). Die Beschriftungen liegen in kleinen an Pflanzstecken hängenden Apothekenfläschchen; sommers wird der Garten im Rahmen von Führungen erklärt.